# Democrats for Life of America
O Democrats for Life of America ( DFLA ) é uma organização sem fins lucrativos de defesa política americana 501 (c) (4) que busca eleger democratas anti-aborto e incentivar o Partido Democrata a se opor à eutanásia, pena de morte e aborto. A posição do Democrats for Life of America sobre o aborto é contrária à atual plataforma do Partido Democrata, que geralmente apóia os direitos ao aborto.
O grupo não assume posição na maioria das questões socioeconômicas ou em qualquer política externa. Eles elaboraram a Lei de Apoio às Mulheres Grávidas, um pacote abrangente de legislação federal e propostas de políticas que os apoiadores esperam reduzir o número de abortos. Eles têm um comitê de ação política afiliado, o DFLA PAC.
Eles propuseram vincular a proibição de abortos após 20 semanas de gestação ao aumento do apoio a mulheres e mães grávidas, como licença médica remunerada e / ou mais apoio a creches a preços acessíveis.

## História
Em 1999, o Democrats for Life of America foi fundado para coordenar, em nível nacional, os esforços dos democratas anti-aborto.
Nas décadas de 1960 e 1970, os democratas anti-aborto representavam uma parcela substancial dos membros do Partido no Congresso dos Estados Unidos e no Senado dos Estados Unidos. Alguns candidatos presidenciais e vice-presidenciais democratas concorreram a esses cargos como anti-aborto, incluindo Hubert Humphrey e Sargent Shriver. Outros já foram anti-aborto antes de concorrer, como Ted Kennedy, Jesse Jackson, Bill Clinton e Al Gore. Nos anos 80, a influência dos defensores do aborto no Partido Democrata declinou lenta mas consideravelmente. Na Convenção Nacional Democrata de 1992, o governador anti-aborto Robert Casey, da Pensilvânia, teria sido "impedido de abordar a Convenção por causa de suas opiniões antiaborto".  A razão oficial dada pelos organizadores da Convenção foi que Casey não teve permissão para falar porque não apoiava o ingresso democrata. Kathy Taylor, uma ativista pró-aborto da Pensilvânia, discursou na convenção. Taylor era um republicano que havia trabalhado para o oponente de Casey na eleição governamental anterior. Vários democratas anti-aborto se dirigiram aos delegados em 1992, apesar de não terem adotado a postura anti-aborto e não receberam horários de destaque no horário nobre. O filho do governador Casey, Bob Casey Jr., também democrata anti-aborto, falou durante a Convenção Nacional Democrata de 2008.

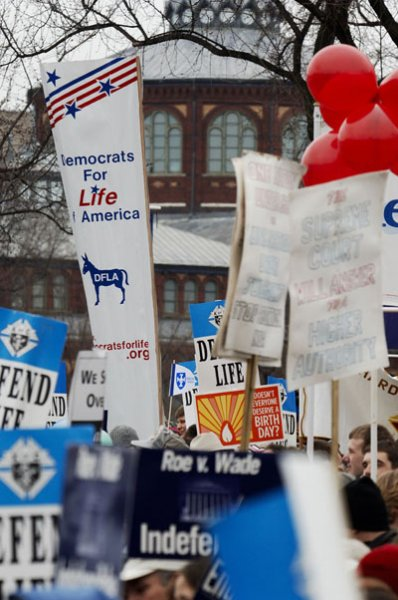
Um banner da DFLA na Marcha pela Vida de 2006.

## Relacionamentos
Como o próprio nome indica, o DFLA visa abranger membros do Partido Democrata que são anti-aborto, cortando o estereótipo de que os democratas são naturalmente direitos pró-aborto e que aqueles que são anti-aborto são naturalmente republicanos.

### Relação com o Comitê Nacional Democrata
Apesar de sua plataforma de direitos fortemente pró-aborto, a liderança do partido apoiou alguns democratas anti-aborto, como Bob Casey Jr.

### Relacionamento com outras organizações anti-aborto
Em 2010, a relação anteriormente cordial entre o DFLA e o movimento anti-aborto em geral foi significativamente prejudicada em meio à controvérsia sobre a decisão de março de 2009 do congressista anti-aborto Bart Stupak (D-MI), co-autor da Emenda Stupak-Pitts que durante meses liderou um esforço para manter o financiamento do aborto fora da Lei de Proteção ao Paciente e Assistência Acessível, para fechar um acordo com o presidente Barack Obama no qual Stupak e muitos de seus apoiadores votariam a favor do projeto e Obama assinaria uma ordem executiva proibindo o uso de dólares federais para financiar abortos. Quase todas as organizações anti-aborto que já haviam apoiado Stupak (como o Comitê Nacional de Direito à Vida e a Lista Susan B. Anthony ) denunciaram o acordo como uma farsa, dizendo que a ordem executiva não possuía força legal para impedir o uso de dólares de impostos para abortos. Vários democratas anti-aborto foram alvo de derrota por grupos nacionais anti-aborto devido à votação do PPACA, e as fileiras dos democratas anti-aborto foram cortadas pela metade nas eleições de 2010.

## Democratas anti-aborto nas últimas eleições

### 2004
Em seu livro de 2005, Take It Back: Our Party, Our Country, Our Future, Paul Begala e James Carville elogiaram o Democrats For Life por seu trabalho que levou à Lei de Apoio às Mulheres Grávidas. A iniciativa tornou-se uma legislação conhecida como Lei de Apoio às Mulheres Grávidas, que "ganhou amplo apoio e até atraiu alguns apoiadores republicanos".  A Commonwealth of Virginia é o primeiro estado a aprovar uma versão do PWSA.
Organizações e indivíduos que apoiam o projeto incluem a Associação Nacional de Evangélicos, Sojourners/Call to Renewal, Conferência dos EUA de Bispos Católicos, Americans United for Life, National Council on Adoption, Life Education and Resource Network, Redeem the Vote, Care Net, Tony Campolo (fundador da Associação Evangélica para a Promoção da Educação), Joe Turnham (presidente do Partido Democrata do Alabama), senador dos EUA Bob Casey Jr. e ator Martin Sheen.

### 2010
A organização endossou a congressista Kathy Dahlkemper e os congressistas Jim Oberstar, Joe Donnelly, Steve Driehaus e muitos outros democratas anti-aborto nas eleições de meio de mandato de 2010, e seu PAC arrecadou mais de US $ 42.000 em 2010. Dos quatro mencionados acima, apenas Donnelly foi reeleito com sucesso. Oberstar foi derrotado após 18 mandatos. Além disso, todos os quatro calouros aprovados pelo DFLA em 2008 foram derrotados para reeleição em 2010 (veja acima ).

### 2018
O deputado Dan Lipinski, democrata anti-aborto de longa data, de um dos distritos da Câmara de Chicago, na área de Illinois, venceu a primária. Na Pensilvânia, o deputado Conor Lamb, que se identifica como anti-aborto, venceu sua eleição especial para o 18º distrito congressional. O porta-voz da Casa Republicana, Paul Ryan, se referiu a Lamb como anti-aborto ao explicar o resultado da eleição. No entanto, Lamb disse que essa era sua crença pessoal e que ele é "de origem católica, mas a escolha é a lei da terra". Três senadores democratas, que se identificaram como anti-aborto, votaram pela proibição do aborto após 20 semanas e concorreram à reeleição no Senado dos EUA; Bob Casey, da Pensilvânia, Joe Donnelly, de Indiana, e Joe Manchin, da Virgínia Ocidental, todos votaram na maioria dos republicanos. Donnelly e Manchin haviam sido endossados pelos Democratas pela Vida em suas propostas de reeleição.
Na tarde de 20 de julho de 2018, a diretora executiva da DLFA, Kristen Day, organizou um evento em que democratas anti-aborto de todo o país se reuniram para sua primeira conferência anual no Radisson Hotel em Aurora, Colorado. Mais de dezoito sessões individuais foram organizadas ao longo de três dias. O orador principal na noite de sexta-feira foi o ex-representante dos EUA Bart Stupak (D-MI), que foi fundamental para manter o financiamento do aborto fora da Lei de Cuidados Acessíveis em 2010. Stupak discutiu os desafios de ser um democrata anti-aborto ao promover seu novo livro For All Americans.

## 30em
1. ↑  Health vote haunts anti-abortion Democrats
2. ↑  «Pro-Life Democrat Dan Lipinski Wins Illinois Primary | National Review». National Review (em inglês). 21 de março de 2018. Consultado em 27 de junho de 2018
3. ↑  «Opinion | Conor Lamb and Abortion» (em inglês). Consultado em 27 de junho de 2018
4. ↑  Ashley Killough; Sunlen Serfaty; Eric Bradner. «Ryan on special election: 'Candidates ran as conservatives'». CNN. Consultado em 27 de junho de 2018
5. ↑  «Democrats look to win PA-18 with a (sort of) pro-life candidate». City & State PA (em inglês). 7 de dezembro de 2017. Consultado em 27 de junho de 2018
6. ↑  «Senate Rejects Measure to Ban Abortion After 20 Weeks of Pregnancy» (em inglês). Consultado em 27 de junho de 2018
7. ↑  Davis, Susan. «5 Senators Who Will Likely Decide The Next Supreme Court Justice» (em inglês). Consultado em 3 de julho de 2018
8. ↑  https://www.catholicnewsagency.com/news/lonely-but-determined-pro-life-democrats-speak-up-51099
9. The New Republic: Casey And The Democratic Convention.  April 19, 2007.
10. Washington Post: Casey Speaks to a Changed Party.  August 26, 2008.
11. Tobin Grant and Ruth Moon, The Death of Pro-Life Democrats, Christianity Today, 28 October 2010, accessed 23 January 2011
12. Interview with Bob Casey, Jr. | Valerie Schmalz | July 29, 2005
13. Shailagh Murray (21 de janeiro de 2007). «Democrats Seek to Avert Abortion Clashes». The Washington Post. p. A5
14. Rep. Lincoln Davis (2006). «Davis Introduces Comprehensive Proposal». Consultado em 24 de janeiro de 2007. Cópia arquivada em 11 de janeiro de 2007
15. Democrats for Life Keeps Trashing Pro-Life Groups on ObamaCare, Abortion
16. Winters, Michael Sean (17 de julho de 2015). «The Planned Parenthood Undercover Video». National Catholic Reporter